# 수운교
수운교(水雲敎)는 동학계의 일파로서 수운천사(일명 李崔出龍子이최출룡자)를 교주로 삼고 있다. 1912년 충청남도 청양군 적누리에 도성암을 짓고 은둔기도에 들어갔고, 1920년에 출세하였으며, 1923년 서울에서 개교를 선포하였다. 1925년부터 당시 충남 대덕군 탄동면 추목리(현재 대전광역시 유성구 추목동)금병산으로 본부를 이전하였고, 1929년에 본전인 도솔천궁을 건설하여 후천5만년 다스릴 도량으로서의 면모를 갖추었다.
신앙대상은 옥황상제 하날님이시다. 수운천사와 나옹불사를 양위 선생님으로 모시고 있다. 경전으로는 <동경대전> <용담유사> <불천묘법전수> <동도전서(東道全書)>·<훈법대전(訓法大典)> <경념총화> <통훈가사>등이 있다. 불천심일원(佛天心一圓)을 종지로 삼고 있다. 불천심일원이란 부처님과 하날님, 사람의 마음이 하나라는 뜻이다. 포덕천하 광제창생 보국안민(輔國安民)을 실천 목적으로 하고 있다.
도솔천궁은 <도솔천>의 이름으로 대전광역시 유형문화재이며, 봉령각, 본부법회당, 용호당,장실 등은 등록문화재로 지정돼 있다. 도솔천궁에는 하날님의 위(位)와 일월성신을 모시고 있고, 봉령각에는 아미타불과 나옹, 수운 두분을 모시고 있고, 법회당에는 삼불부처님을 모시고 있다. 도솔천궁 안에는 석종이 있다. 석종은 대전광역시 문화재자료로 지정돼 있다. 그밖에 천수천안관자재보살 탱화, 삼천대천세계도가 있다.
음력 4월15일은 교주 탄강기념일이며, 10월15일은 개교기념일이다.

## 같이 보기
- 유교
- 한국의 도교
- 동학 농민 혁명